# Mikroregion Cuiabá

Mikroregion Cuiabá

Mikroregion Cuiabá – mikroregion w brazylijskim stanie Mato Grosso należący do mezoregionu Centro-Sul Mato-Grossense.

## Gminy
- Chapada dos Guimarães
- Cuiabá
- Nossa Senhora do Livramento
- Santo Antônio do Leverger
- Várzea Grande